# الأقلية الدنماركية في جنوب شليسفيج

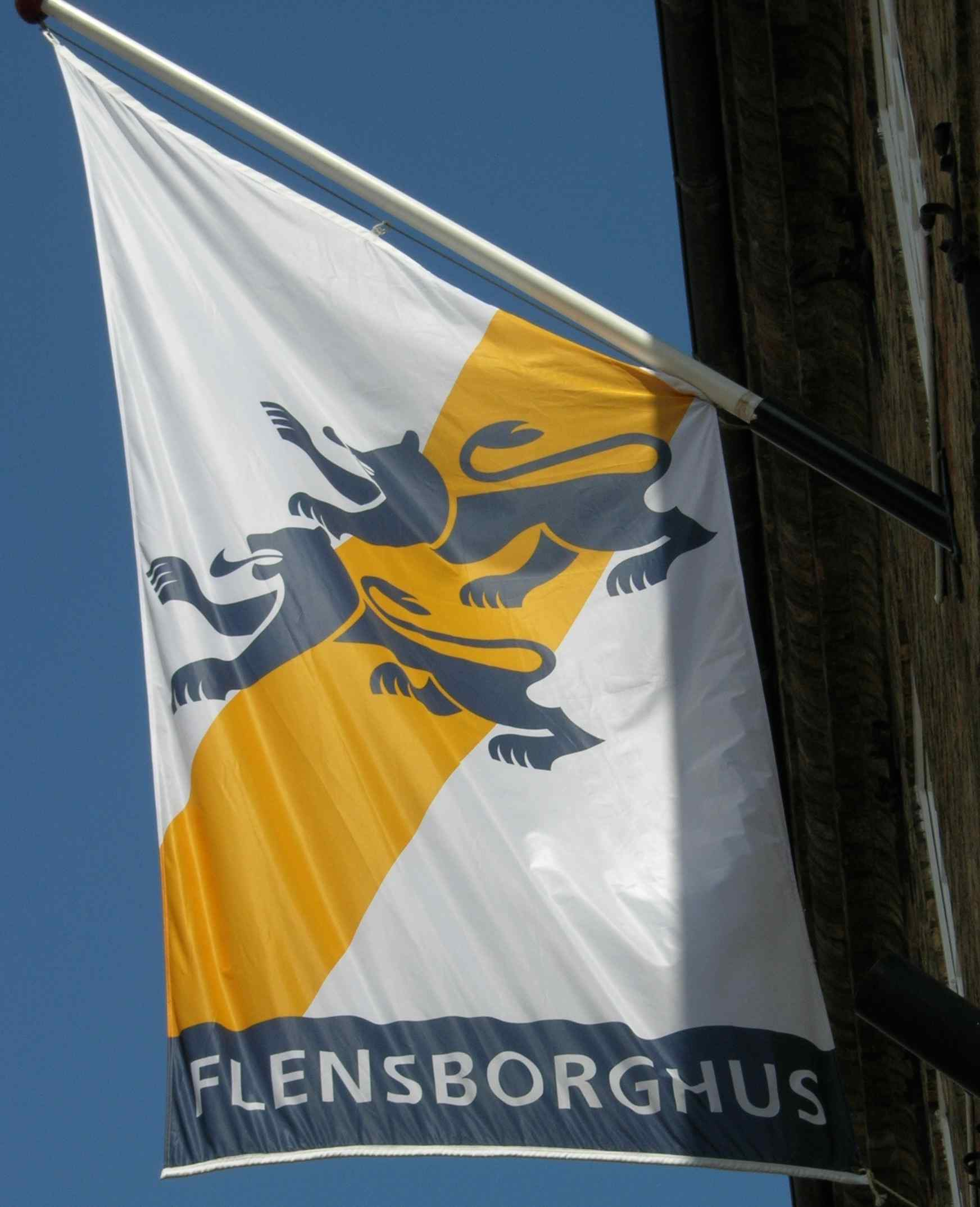
العلم الذي تستخدمه جمعية جنوب شليسفيج يظهر فيه

الأقلية العرقية الدنماركية في جنوب شليسفيج في ألمانيا، موجودة بهذا الاسم منذ عام 1920، نتيجة أستفتاء أقيم في دوقية شليسفيج التي كان يحكمها الألمان إلى قسمين: شليسفيج الشمالية ذات الأغلبية الدنماركية وأقلية ألمانية والتي اتحدت مع الدنمارك، بينما ظلت شليسفيج الجنوبية جزءًا من ألمانيا وكانت ذات أغلبية ألمانية وأقلية دنماركية وفريزية. تعود جذورهم التاريخية إلى بداية الاستيطان الدنماركي بعد هجرة شعب أنجل.
واصلت الدنمارك دعم الأقلية الدنماركية في جنوب شليسفيج مالياً. حيث تأسست مدارس ومنظمات دنماركية في فلنسبورغ منذ عام 1920، ومنذ عام 1926 في جميع أنحاء المنطقة الكبرى. قبل اعتماد دستور جمهورية فايمار لم يكن مسموحًا بالتدريس بلغة أخرى غير الألمانية في المدارس (باستثناء دروس التعليم الديني).